# Logsden
Logsden az Amerikai Egyesült Államok északnyugati részén, Oregon állam Lincoln megyéjében elhelyezkedő önkormányzat nélküli település.